# Ondřej Berndt
Ondřej Berndt (Jablonec nad Nisou, 29 settembre 1988) è un ex sciatore alpino ceco.

## Biografia
Sciatore polivalente attivo dal dicembre del 2003, Berndt ha esordito in Coppa del Mondo il 6 gennaio 2009 a Zagabria Sljeme in slalom speciale, in Coppa Europa il 17 novembre 2009 a Wittenburg in slalom speciale indoor, in entrambi i casi senza completare la prova, e ai Campionati mondiali a Schladming 2013, dove non ha completato supergigante e slalom speciale e non si è qualificato per la finale dello slalom gigante. Il 13 gennaio 2017 ha ottenuto il miglior risultato in Coppa del Mondo, a Wengen in combinata (23º), e ai successivi Mondiali di Sankt Moritz 2017 si è classificato 43º nella discesa libera, 39º nel supergigante, 32º nella combinata, 9º nella gara a squadre, non ha completato lo slalom gigante e non si è qualificato per la finale dello slalom speciale.
L'anno dopo ha esordito ai XXIII Giochi olimpici invernali di a Pyeongchang 2018, sua unica presenza olimpica, si è piazzato 35º nel supergigante, 16º nella combinata, 9º nella gara a squadre e non ha completato lo slalom gigante e lo slalom speciale; ai Mondiali di Åre 2019 è stato 50º nella discesa libera, 36º nella combinata, 9º nella gara a squadre e non ha terminato supergigante e slalom speciale, mentre a quelli di Cortina d'Ampezzo 2021, sua ultima presenza iridata, si è classificato 17º nello slalom speciale, 13º nella gara a squadre, non ha completato lo slalom gigante e la combinata e non si è qualificato per la finale nello slalom parallelo. Ha preso per l'ultima volta il via in Coppa del Mondo il 22 gennaio 2022 a Kitzbühel in slalom speciale, senza completare la prova; si è ritirato al termine di quella stessa stagione 2021-2022 e la sua ultima gara è stata uno slalom speciale FIS disputato il 12 aprile a Zakopane, chiuso da Berndt al 5º posto.

## Palmarès

### Coppa del Mondo
- Miglior piazzamento in classifica generale: 141º nel 2017

### Coppa Europa
- Miglior piazzamento in classifica generale: 173º nel 2013

### South American Cup
- Miglior piazzamento in classifica generale: 8º nel 2019
- 3 podi:
  - 2 vittorie
  - 1 terzo posto

#### South American Cup - vittorie
| Data             | Località | Paese | Specialità |
| ---------------- | -------- | ----- | ---------- |
| 3 settembre 2017 | La Parva | Cile  | SL         |
| 2 settembre 2018 | La Parva | Cile  | SL         |

Legenda:

SL = slalom speciale

### Far East Cup
- Miglior piazzamento in classifica generale: 6º nel 2020
- 8 podi:
  - 3 vittorie
  - 3 secondi posti
  - 2 terzi posti

#### Far East Cup - vittorie
| Data            | Località  | Paese         | Specialità |
| --------------- | --------- | ------------- | ---------- |
| 6 dicembre 2017 | Wanlong   | Cina          | SL         |
| 7 dicembre 2017 | Wanlong   | Cina          | SL         |
| 7 febbraio 2020 | Yongpyong | Corea del Sud | SL         |

Legenda:

SL = slalom speciale

### Campionati cechi
- 22 medaglie:
  - 9 ori (supergigante, supercombinata nel 2013; discesa libera, slalom speciale nel 2018; discesa libera, supergigante, slalom gigante, slalom speciale, combinata nel 2019)
  - 7 argenti (slalom gigante nel 2013; slalom speciale nel 2016; slalom gigante, slalom speciale nel 2017; slalom gigante, combinata nel 2018; slalom speciale nel 2022)
  - 6 bronzi (supercombinata nel 2009; supercombinata nel 2010; slalom gigante nel 2012; slalom gigante nel 2015; slalom gigante nel 2016; supergigante nel 2020)